# Arthoniomycetes
Arthoniomycetes, razred gljiva u koljenu Ascomycota. Obuhvaća red Arthoniales i u neoznačenom redu rod Dawsomyces. Redu Arthoniales pripadaju porodice Arthoniaceae, Chrysothricaceae, Melaspileaceae i Roccellaceae, i rod Llimonaea.

## Klasifikacija po porodicama
- Arthoniaceae: Arthonia, Arthothelium, Cryptothecia, Herpothallon, Sagenidiopsis, Tylophoron
- Chrysothricaceae: Chrysothrix.
- Melaspileaceae: Melaspilea
- Roccellaceae: Angiactis, Austrographa, Bactrospora, Chiodecton, Cresponea, Dendrographa, Dictyographa, Dirina, Enterographa, Graphidastra, Hubbsia, Lecanactis, Lecanographa, Opegrapha, Peterjamesia, Phacographa, Roccella, Roccellina, Schismatomma, Schizopelte, Sclerophyton, Sigridea, Syncesia